# Provincia di San Marcos
La provincia di San Marcos è una provincia del Perù, situata nella regione di Cajamarca.

## Geografia antropica

### Suddivisioni amministrative
È divisa in sette distretti (comuni)
- Chancay
- Eduardo Villanueva
- Gregorio Pita
- Ichocán
- Jose Manuel Quiroz
- José Sabogal
- Pedro Gálvez